# Die Muppets feiern Weihnacht
Die Muppets feiern Weihnacht (Originaltitel: A Muppet Family Christmas) ist ein Fernsehfilm von Jim Henson aus dem Jahr 1987, welcher in deutschsprachiger
Erstausstrahlung am 23. Dezember 1990 im ZDF lief. Obwohl die Muppets die Hauptrolle spielen, sind in diesem einmaligen Crossover auch die Figuren der Sesamstraße, der Fraggles und der Muppet Babies (die hier nicht als Comicfiguren, sondern als Puppen auftauchen) mit in die Handlung eingebunden; zudem hat Jim Henson selbst einen Cameo-Auftritt (am Ende des Films wäscht er in der Küche das Geschirr ab).

## Handlung
Doc (aus Die Fraggles) beschließt, Weihnachten ungestört auf dem Land zu verbringen und mietet zu diesem Zweck das Zuhause von Fozzie Bärs Mutter, die ihrerseits die Feiertage in Kalifornien verbringen will. Sie wird jedoch von ihrem Sohn überrascht, der zusammen mit allen anderen Muppets das Fest bei seiner Mutter feiern möchte. Notgedrungen verzichtet Mutter Bär auf ihren Urlaub und entschließt sich, mit den Muppets zusammen zu feiern. Doc, davon alles andere als angetan, fügt sich in sein Schicksal – und freundet sich im weiteren Verlauf sogar mit dem ihm anfangs lästigen Besuch an.
So schauen sie sich beispielsweise alte Filmaufnahmen aus der Babyzeit der Muppets an. Später stoßen dann auch noch die Figuren der  Sesamstraße hinzu und Kermit und Robin treffen im Keller auf die Fraggles. Nachdem auch Miss Piggy mit großer Verspätung das inzwischen eingeschneite Haus erreicht, endet der Film damit, dass in großer Runde mehrere Weihnachtslieder gesungen werden.

## Preise
Der Film war 1988 in der Kategorie Primetime als Outstanding Children’s Program für den Emmy nominiert und gewann im Jahre 1989 den Writers Guild of America Award in der Kategorie Varieté.

## Besetzung und Synchronisation
Die Übertragung ins Deutsche besorgte (wie bereits bei der Muppet Show) Eberhard Storeck; dabei wurden allerdings nicht alle Liedtexte übersetzt. Vor allem das Schlussmedley von Weihnachtsliedern ist in der Originalfassung (mit den Originalstimmen) zu hören. Diese deutsche Fassung wurde bisher nur als VHS und noch nicht als DVD veröffentlicht. Die Fernseh-Ausstrahlungsrechte liegen beim ZDF.
| Figur                      | Puppenspieler  | Sprecher                                             |
| -------------------------- | -------------- | ---------------------------------------------------- |
| Kermit der Frosch          | Jim Henson     | Andreas von der Meden                                |
| Rowlf                      | Jim Henson     | Michael Rüth                                         |
| Waldorf                    | Jim Henson     | Walter Reichelt                                      |
| Nachrichtensprecher        | Jim Henson     | Franz Rudnik                                         |
| Ernie                      | Jim Henson     | Gerd Duwner (Sprache) Unbekannt (Gesang)             |
| Robert                     | Jim Henson     | Unbekannt                                            |
| Dr. Goldzahn               | Jim Henson     | Thomas Rau (Sprache) Manfred Lichtenfeld (Gesang)    |
| Dänischer Koch             | Jim Henson     | Eberhard Storeck                                     |
| Robin                      | Jerry Nelson   | Eberhard Storeck                                     |
| Ma Bär                     | Jerry Nelson   | Alice Franz                                          |
| Graf Zahl                  | Jerry Nelson   | Karl-Heinz Krolzyk                                   |
| Gobo Fraggle               | Jerry Nelson   | Fred Maire (Sprache) Eberhard Storeck (Gesang)       |
| Floyd Pepper               | Jerry Nelson   | Paul Lasner                                          |
| Herry Monster              | Jerry Nelson   | Unbekannt                                            |
| Miss Piggy                 | Frank Oz       | Marianne Wischmann                                   |
| Fozzie Bär                 | Frank Oz       | Bruno W. Pantel                                      |
| Sam der Adler              | Frank Oz       | Wolf Ackva                                           |
| Das Tier                   | Frank Oz       | Thomas Rau                                           |
| Krümelmonster              | Frank Oz       | Eberhard Storeck                                     |
| Bert                       | Frank Oz       | Horst Schön (Sprache) Unbekannt (Gesang)             |
| Grover                     | Frank Oz       | Unbekannt                                            |
| Gonzo                      | Dave Goelz     | Werner Abrolat                                       |
| Boober Fraggle             | Dave Goelz     | Donald Arthur                                        |
| Beauregard                 | Dave Goelz     | Donald Arthur                                        |
| Zoot                       | Dave Goelz     | Harald Baerow                                        |
| Dr. Honigtau Bunsenbrenner | Dave Goelz     | Kurt Zips                                            |
| Scooter                    | Richard Hunt   | Christina Hoeltel                                    |
| Statler                    | Richard Hunt   | Manfred Lichtenfeld                                  |
| Schneemann                 | Richard Hunt   | Michael Habeck                                       |
| Janice                     | Richard Hunt   | Helen von Münchhofen (Sprache) Gaby Fehling (Gesang) |
| Sprocket                   | Steve Whitmire | Eberhard Storeck                                     |
| Wembley Fraggle            | Steve Whitmire | Unbekannt                                            |
| Rizzo die Ratte            | Steve Whitmire | Unbekannt                                            |
| Bibo                       | Caroll Spinney | Inge Schulz                                          |
| Red Fraggle                | Karen Prell    | Christa Häussler                                     |
| Maureen der Nerz           | Karen Prell    | Unbekannt                                            |
| Mokey Fraggle              | Kathryn Mullen | Sabine Plessner                                      |
| Doc                        | Gerard Parkes  | Hans von Borsody                                     |

## Schnittfassungen
Da die Musikrechte ursprünglich nur für die Fernsehausstrahlung gesichert wurden, liegen mehrere englischsprachige VHS- und DVD-Ausgaben dieses Filmes vor, die sich alle untereinander und von der ursprünglichen ungekürzten Fernsehfassung unterscheiden.

## Kritik
„‚Muppets feiern Weihnachten‘ ist jedes Jahr wieder bunt, chaotisch und sehr unterhaltsam.“